# Aplonobia abbatielloi
Aplonobia abbatielloi är en spindeldjursart som beskrevs av Baker och James P. Tuttle 1994. Aplonobia abbatielloi ingår i släktet Aplonobia och familjen Tetranychidae. Inga underarter finns listade i Catalogue of Life.